# 平岡敬裕
平岡 敬裕（ひらおか たかひろ、1980年9月22日 - ）は、石川県出身の日本の男性ソングライター、編曲家、サウンドデザイナー、キーボーディスト、ギタリスト、雑誌編集者、著作家。
元DTMマガジン第3代編集長。

## 人物
中央大学法学部政治学科卒業。
t-kimuraに、「現m.o.v.e最大の功労者」と称され、雑誌編集者としても、ゲームミュージックの認知拡大、普及、発展にも大きく寄与しており、サイレントヒルのAKIRA YAMAOKA、BEMANIシリーズのSota Fujimoriなど、多くのサウンド・クリエイターらと親交がある。

## 作品
2007年
- 武装神姫BATTLE RONDO - 作編曲

2009年
- ときめきメモリアル4 - サウンドディレクター、サウンドデザイン、作編曲、効果音制作、音声編集

2010年
- DanceEvolution - サウンドデザイン、効果音制作

## 著書
2005年
- ACID&FL STUDIO完全攻略ガイド（共著）

| スタブアイコン | サブスタブ | この項目は、まだ閲覧者の調べものの参照としては役立たない、文人（小説家・詩人・歌人・俳人・作詞家・作家・放送作家・随筆家（コラムニスト）・文芸評論家）に関連した書きかけの項目です。この項目を加筆・訂正などしてくださる協力者を求めています（P:文学/PJ:作家）。 |

| スタブアイコン | サブスタブ | この項目は、まだ閲覧者の調べものの参照としては役立たない、音楽関係者（バンド等）に関連した書きかけの項目です。この項目を加筆・訂正などしてくださる協力者を求めています（P:音楽/PJ:芸能人）。 |